# 紅磡街坊會小學
紅磡街坊會小學（英語：Hung Hom Kaifong Association Primary School）是香港九龍紅磡的一所已停辦男女小學。創辦於1904年，為紅磡三約公所（紅磡三約街坊福利會前身）當屆總理籌建之政府津貼小學，最初取名紅磡街坊公立義學。
第二次世界大戰期間的1944年10月16日，正在上課的小學校舍被美軍誤炸，幾乎全體教師及學生死亡，連同附近民居共300死300傷。其後街坊會主席、各委員及熱心人士集腋成裘，於1946年重辦學校，並於1949年易名為紅磡街坊公立學校，借用青州街九龍船塢紀念學校校舍在下午上課，至1964年9月遷回紅磡差館里校址。
2007年，因招生不足被迫停辦。校址現為愛培學校。

## 校政管理
歷任校監
- 胡盛孫 先生[5]

歷任校長
- 陳玉文 先生
- 馬景崇 先生[5]

## 宗旨
宗旨是為承擔教育使命，培育學生德、智、體、群、美均衡發展。

## 歷史
紅磡街坊會小學創辦於1904年，為紅磡三約公所（三約街坊會前身）當屆總理籌建之政府津貼小學。最初取名紅磡街坊公立義學，以義學形式成立。
在香港日佔時期期間的1944年10月16日，義學遭盟軍轟炸黃埔船塢的炸彈誤中，有數百師生罹難。有些學生去了旁邊的紅磡觀音廟躲避，抵達之時，廟已傾斜，沒有爆炸，但炸彈的衝力卻把廟震倒了，很多學生被砸死。
在有心的校董及街坊居民努力之下，學校在數年後重建。街坊會主席、各委員及熱心人士集資於1946年重辦學校，1949年易名為紅磡街坊公立學校，借用青州街九龍船塢紀念學校校舍在下午上課。1964年9月遷回現今校址，繼續它的辦學理念。
1983年重組校董會，於當年9月改名為紅磡街坊會小學。1993年9月，轉型為區內首間政府資助全日制小學。
立法會議員司徒華於1952至1961年曾在該校擔任教師及教務主任，是司徒華當年在葛量洪師範學院畢業後，第一間任教的學校。
在2004年，因收生數目未及教育統籌局規定的開班人數23人，停辦小一。2004年3月28日，約四千名來自小一收生不足小學的學生、家長和教師，包括紅磡街坊會小學，用腳抗拒教育統籌局的「殺校令」。
2007年8月30日，紅磡街坊會小學結束辦學，完成它的教學使命。

## 事件
2011年，有幾名少年，僭入廢置多年的校舍「探險」，期間有人疑受驚尖叫，驚動附近大廈保安員報警，警員到場將他們截獲，事件列作「投訴滋擾」處理。

## 著名校友
- 白彪：香港男演員，於1976年在佳藝電視劇集《射鵰英雄傳》及《神鵰俠侶》飾演郭靖而為人所認識。[註 1]
- 黎耀祥：香港著名男演員[7]
- 劉允：香港著名武術指導兼演員
- 羅康錦，JP：香港科技大學工學院院長、土木及環境工程學系講座教授、極智慧城市研究院創始主任[8]